# Smedslätten
Smedslätten – dzielnica (stadsdel) Sztokholmu, położona w jego zachodniej części (Västerort) i wchodząca w skład stadsdelsområde Bromma. Graniczy z dzielnicami Äppelviken i Ålsten oraz przez jezioro Melar (Klubbfjärden) z Hägersten, Gröndal i Stora Essingen.
Według danych opublikowanych przez gminę Sztokholm, 31 grudnia 2020 r. Smedslätten liczyło 2600 mieszkańców. Powierzchnia dzielnicy wynosi łącznie 1,56 km², z czego 0,46 km² stanowią wody.